# 1400 (elektrische locomotief)
De NS 1400 is een type elektrische locomotief van de Nederlandse Spoorwegen (NS) dat nooit gebouwd is. In het midden van de jaren 1960 verwachtte de NS een toename van het goederenvervoer en daarmee een gebrek aan locomotieven. De serie 1400 zou dit tekort moeten gaan opvangen. De groei van het goederenvervoer viel echter tegen, en ook de financiële situatie van de NS liet het niet toe een nieuw type locomotief te ontwikkelen en aan te schaffen.
Het was de bedoeling dat de locomotief, die qua ontwerp tegen dat van de 1300 aanhing, een Bo'Bo' asindeling zou krijgen en een vermogen van ruim 3000 kW, en zou net als de series 1100 en 1300 worden gebouwd door het Franse Alsthom. Een bestek was in grote lijnen gereed en Alsthom had een model op ware grootte van de cabine gebouwd. De bestelling zou 34 locomotieven omvatten. De locomotief zou goederentreinen moeten gaan trekken, en trek-duwtreinen voor reizigers. Voor dat laatste was een bestelling van 75 rijtuigen voorzien waarvan een aantal met stuurstand.
Begin jaren 60 had ook Werkspoor in opdracht van de NS een ontwerp gemaakt voor elektrische locomotieven serie 1400, eveneens met asindeling Bo'Bo'. Ook dit ontwerp kwam niet verder dan de tekentafel.
Door Spoorslag '70 ontstond er in 1970 wel de behoefte aan nieuw materieel op korte termijn, dat werd gevonden in de tweedehands locomotieven 1500, die van de Britse spoorwegen waren overgenomen.